# Грас (лунный кратер)
Кратер Грас (лат. Grace) — маленький вулканический кратер расположенный в северной части Моря Спокойствия на видимой стороне Луны. Название присвоено по английскому женскому имени и утверждено Международным астрономическим союзом в 1979 г. 

## Описание кратера

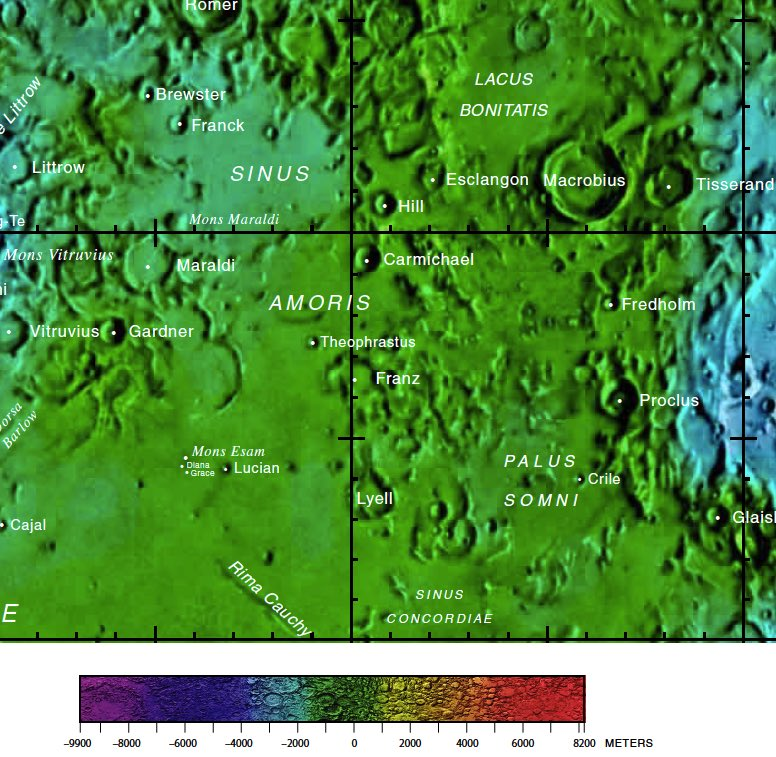
Окрестности кратера Грас. Фрагмент карты видимой стороны Луны.

Ближайшими соседями кратера являются кратер Диана на западе-северо-западе и кратер Луциан на востоке. На западе от кратера находятся гряды Барлоу, на северо-западе в непосредственной близости от кратера пик Эсама, на севере-северо-востоке Залив Любви, на востоке Болото Сна, на юго-востоке Залив Согласия, на юге борозда Коши. Селенографические координаты центра кратера 14°13′ с. ш. 35°53′ в. д. / 14,21° с. ш. 35,89° в. д., диаметр 1,4 км, глубина 0,1 км.
Кратер Грас расположен на вершине щитового вулкана. Объем кратера приблизительно 0,04 км³. 

## Сателлитные кратеры
Отсутствуют.

## См.также
- Список кратеров на Луне
- Лунный кратер
- Морфологический каталог кратеров Луны
- Планетная номенклатура
- Селенография
- Минералогия Луны
- Геология Луны
- Поздняя тяжёлая бомбардировка